# أرنولد ويلسون
سير أرنولد تالبوت ويلسون (بالإنجليزية: Arnold Talbot Wilson) (و. 18 يوليو 1884 -ت. 31 مايو 1940) الحاكم المدني للعراق في بغداد (1918 - 1920) من قبل الانتداب الإنجليزي. خلفا لسلفه بيرسي كوكس.واجه خلال حكمه ثورة العراقية عام 1920 . وأقيل على أثر الثورة ليستبدل ببيرسي كوكس الذي عاد لتهدئة الوضع وقتل في الحرب العالمية الثانية اثناء خدمته كطيار عن عمر ال 55.

## النشأة
ولد ويلسون في عام 1884 وتلقى تعليمه في إنجلترا في كلية كليفتون العسكرية، حيث كان والده جيمس موريس عميدا للكلية. بدأ حياته العسكرية كضابط في الجيش في عام  1903، بعد أن تم منح وسام الملك وسيف الشرف في أكاديمية ساند هيرست الملكية العسكرية. ثم عمل كضابط في الجيش البريطاني في الهند. في عام 1904، ذهب إلى إيران باعتباره ملازما لقيادة حراس القنصلية البريطانية في الأهواز وحماية العمل شركة «دي ارسي» النفطية.

## حكمه للعراق

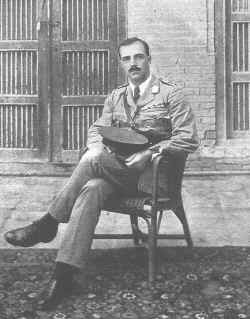
السير آرنولد ويلسون في العراق

عام 1915, وخلال حركة القوات البريطانية من الهند إلى العراق عبر البصرة والخليج العربي عين ويلسون مساعدا ثم نائبا للسير بيرسي كوكس الذي اعجب بذكائه البالغ ودهائه في الامور السياسية، وسرعان ما تم تعيينه كحاكم مدني للعراق عام 1918 على الرغم من صغر سنه حيث كان يبلغ ال 34 ربيعا.

| ”           | الآن استطيع أن أرتاح من عمل الحمير لأن ويلسون معي مرة أخرى. لقد عدنا إلى سابق عهدنا وأستطيع أن أنام مبكراً الآن. | “ |
| —بيرسي كوكس | |   |

عمل ويلسون فور توليه الحكم على بناء نظام أداري مستقر وقد نجح في ذلك. كان ويلسون يؤمن أن الشعب العراقي غير قادر على حكم نفسه بنفسه ولهذا يجب تدريبهم على حياة الحرية قبل منحهم اياها.

سنة 1919, وخلال مؤتمر باريس الذي اعقب الحرب العالمية الأولى كان من القلائل الذي اوصى وبنجاح استخدام الاسم العربي للعراق بدلا من اسم "Mesopotamia" (أي بلاد ما بين النهرين) الذي كان سائدا عند الغرب. وكان هذا أكثر من مجرد تغيير اسم فكان مخططا لأدخال حكم الموصل وكردستان والمنطقة الجنوبية من العراق في حكم واحد.

في أبريل 1920 في مؤتمر سان ريمو وافقت عصبة الأمم على الانتداب البريطاني للعراق الأمر الذي أشعل ثورة في العراق أصبحت تعرف بثورة العشرين.

قررت الحكومة البرطانية بعد هذه الاضطرابات أقالة ويلسون ووافقت على توصيات السير بيرسي كوكس باعطاء الاستقلال للعراق وأعطاء حكم العراق للملك فيصل وفي 19 أيلول من نفس الشهر أقيمت حفلة توديعية لويلسون وغادر السير ويلسون العراق نهائيا في 2 تشرين الأول من نفس العام مصابا بخيبة أمل كبيرة.

## الحرب العالمية الثانية
| «ليس لدي الرغبة بأن أعيش بأمان خلف ملايين الجثث من شبابنا» |
| —السير ويلسون                                              |

في عام 1933, أنتخب كعضو في البرلمان، وأثارت ارائه الصريحة الكثير من الانتقادات حتى وصفه «نيو ستيتمنت» بأنه «معجب بهتلر'».

في أكتوبر من العام 1939, وبعد اندلاع الحرب العالمية قرر ويلسون الانضمام إلى السلاح الملكي البريطاني وكان لا يزال عضوا في البرلمان.

في 31 من مايو 1940 قتل خلال معركة جوية في شمال فرنسا ودفن في مدينة ارينجهم الفرنسية.
```
[
7
]
السير أرنولد ويلسون تولى منصب الحاكم المدني للعراق قبل إعلان الملكية فيه، أقيل من منصبه بعد 
ثورة العشرين
، ثم أصبح الممثل الخاص لشركة 
النفط
 الأنجلو- فارسية سنة 1923 م في منطقة الخليج باكملها، التي تحولت إلى شركة (برتش بترولوم) لاحقا، وكان له صولات وجولات في هذا المضمار قبل قبل ان ينتقل إلى 
بريطانية
 ويصبح عضوا برلمانيا هناك سنة 1933 م. 
```

## مؤلفاته
"The Persian Gulf" تم نشره 1928.

"S.W. Persia: Letters and Diary of a Young Political Officer 1907–1914" تم نشره سنة 1941.